# Данишевська Людмила Михайлівна
Людмила Михайлівна Данише́вська (нар. 10 жовтня 1952, Одеса) — український мистецтвознавець і графік; член Національної спілки художників України з 1999 року.

## Біографія
Народилася 10 жовтня 1952 року в місті Одесі (нині Україна). 1976 року закінчила Одеський педагогічний інститут, де навчалася в Ольги Тарасенко, Івана Логвина, Віктора Єфименка.
Упродовж 1976—1980 років працювала реставратором; у 1990—2000 роках — вченим секретарем в Одеському художньому музеї. Одночасно у 1994—1996 роках працювала мистецтвознавцем одеської галереї українського мистецтва «Човен». Протягом 1988—2000 років співпрацювала з одеськими та київськими виданнями, газетами «Одеські вісті», «Вечірня Одеса», «Чорноморські новини», журналами «Сучасність», «Образотворче мистецтво», «Україна».
Мешкає в Одесі в будинку на вулиці Академіка Заболотного, № 28.

## Наукова діяльність
Авторка досліджень:
- «З глиняних вареників» (1994)[1];
- «З робітні Юрія Коваленка» (1995)[1];
- «Знайти свою формулу» (1995);
- «Зв'язки Михайла Андрієнка-Нечитайла з Одесою» (1996).

Авторка статей про одеських художників у німецькому багатотомному виданні «Allgemeines Künstlerlexikon» та в Енциклопедії сучасної України.

## Творчість
Працює у галузі станкової графіки, створює пейзажі та натюрморти. Серед робіт:
- «Синій пейзаж» (1995), «Квіти у білому глечику» (2002);
- серії: «За мотивами чеського фотографа Йозефа Судека» (1999), «Квіти з варіаціями» (2005—2006).

Бере участь у художніх виставках. Персональні виставки відбулися в Іллічівську в 1999 році, Ганновері у 2002—2003, 2006 роках.